# Турбаза «Вовча»
«Турбаза „Вовча“» (чеськ. Vlci bouda) — чехословацький науково-фантастичний фільм-трилер 1986 року, поставлений режисеркою Вірою Хитіловою. Світова прем'єра фільму відбулася в лютому 1987 року на 37-му Берлінському міжнародному кінофестивалі, де він брав участь в головній конкурсній програмі у змаганні за головний приз — Золотий ведмідь . У радянський прокат фільми вийшов у червні 1989 року.

## Сюжет
На зимових канікулах одинадцять відібраних з різних шкіл старшокласників приїжджають на туристичну базу в горах. Офіційно вони повинні проходити тренування на гірських лижах, проте тренер повідомляє, що вони також братимуть участь у важливому експерименті. Окрім дітей і літнього віку тренера, що називає себе «Татом», на базі є лише два асистенти «Тата» — Дінго і Бабета.
Підлітки розраховують порозважатися, але незабаром починаються дивні речі. Тренер оголошує, що дітей повинно бути всього десятеро, а значить хтось з одинадцяти присутніх незаконно проник на турбазу. Проте в усіх є запрошення. Потім виявляється, що їжі залишилося зовсім небагато, і доставляти її в табір ніхто не збирається (дорогу на базу завалило, а діти піднімалися партіями на підйомнику). Діти поступово помічають за наставниками нез'ясовні дивноти в поведінці: наприклад, Дінго і Бабета час від часу, як божевільні, купаються в снігу. Керівники, у свою чергу, проводять планомірне нацьковування дітей одне на одного, через що в колективі постійно виникають сварки.
У якийсь момент тренери зізнаються в тому, що вони не люди, а безсмертні інопланетянами, що прибулими із стратегічною метою захопити Землю, — саме через безсмертя їхня батьківщина в результаті виявилася під загрозою знищення внаслідок велетенської перенаселеності. Тактична ж мета прибульців — щоб з одинадцяти дітей живими залишилося тільки десять, причому засудити до смерті одного з них повинні самі діти (пожертвувати собою при цьому не дозволяється). Прийнявши спочатку це повідомлення за жарт, діти дедалі більше переконуються, що все це дуже схоже на правду.
Врешті-решт школярів рятує взаємовиручка: коли чужопланетяни вже готові знищити всіх, підлітки, лякаючи прибульців вогнем, доістаються до підйомника. Скинувши там із себе куртки, щоб підйомник зміг витримати всіх, вони від'їжджають з турбази.

## У ролях
| • Мирослав Махачек    | … | «Тато»   |
| • Томаш Палати        | … | Дінго    |
| • Степанка Червенкова | … | Бабета   |
| • Ян Бідлас           | … | Ян       |
| • Рита Дудушова       | … | Гітка    |
| • Ірена Мрозкова      | … | Лєнка    |
| • Гана Мрозкова       | … | Лінда    |
| • Норберт Пиха        | … | Марципан |
| • Симона Рацкова      | … | Габа     |
| • Роман Фішер         | … | Йожка    |
| • Франтішек Станек    | … | Пйотр    |
| • Інка Зеленкова      | … | Броня    |
| • Радка Славікова     | … | Емилка   |

## Знімальна група
- Автор сценарію — Віра Хитілова, Даніела Фішерова
- Режисер-постановник — Віра Хитілова
- Оператор — Яромир Шофр
- Композитор — Міхаель Коцаб
- Монтаж — Їржі Брожек
- Художник-постановник — Людвик Широкий
- Художник по костюмах — Шарка Хежнова

Дубляж фільму російською мовою для прокату в СРСР — Кіностудія ім. М. Горького; режисер дубляжу — Юрій Швирьов.

## Нагороди та номінації
| Список нагород та номінацій           | Список нагород та номінацій | Список нагород та номінацій | Список нагород та номінацій | Список нагород та номінацій | Список нагород та номінацій |
| Кінопремія                            | Рік                         | Категорія                   | Номінант(и)                 | Результат                   |                             |
| ------------------------------------- | --------------------------- | --------------------------- | --------------------------- | --------------------------- | --------------------------- |
| Берлінський міжнародний кінофестиваль | 1987                        | Золотий ведмідь             | Турбаза «Вовча»             | Номінація                   |                             |